# Celebichneumon
Celebichneumon is een geslacht van insecten uit de orde vliesvleugeligen (Hymenoptera) en de familie Ichneumonidae.

## Soorten
- C. albifasciatus Heinrich, 1934
- C. annulatus Heinrich, 1934
- C. egregius Heinrich, 1934
- C. latimodjongis Heinrich, 1934
- C. rufinus Heinrich, 1934
- C. silvaemontis Heinrich, 1934
- C. striatus Heinrich, 1934
- C. wawakarensis Heinrich, 1934